# لیلی کاری
لیلی کارِی (به انگلیسی: Lilli Carré) (زاده ۱۹۸۳ در لس‌آنجلس) کارتونیست و انیمیشن‌ساز اهل آمریکاست که در شیکاگو زندگی و کار می‌کند.

## کتاب‌های مصور
- نُه راه برای ناپدیدشدن
- مرداب
- داستان‌های وودزمَن پیت
- شیر یا خط

## فیلم‌ها
- آن زن چگونه در شب خوابید (جشنواره فیلم ساندنس، ۲۰۰۷)[۲]

## جایزه‌ها
- انتخاب بخشی از کتاب مرداب برای چاپ در کتاب بهترین کمیک‌های آمریکا، ۲۰۱۰[۳]